# チェカリン
座標: 北緯54度06分 東経36度15分 / 北緯54.100度 東経36.250度

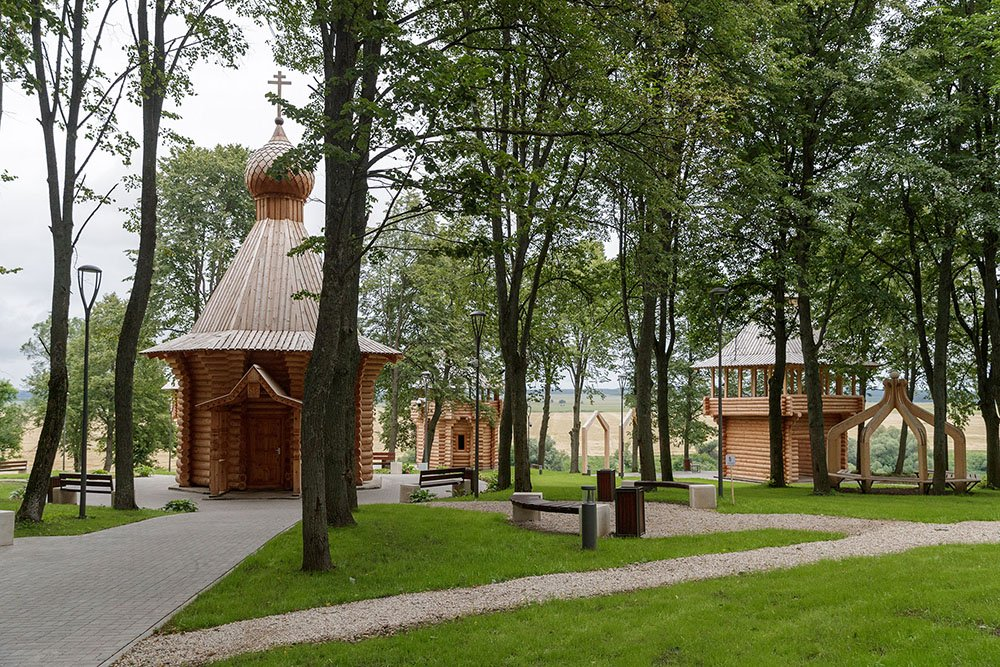

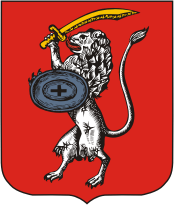
チェカリンの紋章

チェカリン（チェカーリン、ロシア語: Чека́лин、ラテン文字表記の例: Chekalin）は、ロシアのトゥーラ州にある村。人口は935人（2021年）。公式には「町」であり、ロシアで最も人口の少ない町のひとつである。オカ川上流の左岸に位置する。旧名はリフビン（Лихвин、Likhvin）。

## 歴史
1565年にリフビンの町がオカ川沿いに築かれた。大動乱期、ロシア・ポーランド戦争ではポーランド軍に攻められ荒廃した。市になったのは1776年のことであった。
第二次世界大戦では1941年10月22日から同年12月27日までドイツ国防軍に占領された。リフビンは1944年、トゥーラ州で大戦中にパルチザンとして戦いドイツ軍に処刑されたアレキサンドル・チェカリン（Алекса́ндр Па́влович Чека́лин, 1925年3月25日-1941年11月6日）の栄誉を称えてチェカリンと改名された。